# Коплеј (Пенсилванија)
Коплеј (енгл. Coplay) град је у америчкој савезној држави Пенсилванија.

## Демографија
По попису из 2010. године број становника је 3.192, што је 195 (-5,8%) становника мање него 2000. године.
| Група             | 2000.         | 2010.         |
| Белци             | 3.236 (95,5%) | 2.857 (89,5%) |
| Афроамериканци    | 53 (1,6%)     | 84 (2,6%)     |
| Азијати           | 11 (0,3%)     | 32 (1,0%)     |
| Хиспаноамериканци | 77 (2,3%)     | 202 (6,3%)    |
| Укупно            | 3.387         | 3.192         |